# 6516 Gruss
6516 Gruss (1988 TC2) là một tiểu hành tinh vành đai chính được phát hiện ngày 3 tháng 10 năm 1988 bởi A. Mrkos ở Klet.